# Sjur Refsdal

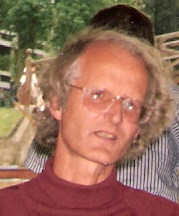
Sjur Refsdal, 1987 in Cambridge

Sjur Refsdal (* 30. Dezember 1935 in Oslo; † 29. Januar 2009 ebenda) war ein norwegischer Astrophysiker.

## Leben
Refsdal studierte an der Universität Oslo und wurde dort 1970 am Institut für theoretische Astrophysik zum dr. phil(os) promoviert (entspricht eher der deutschen Habilitation). Von 1970 bis 2001 war er Professor an der Hamburger Sternwarte der Universität Hamburg und lebte bis zu seinem Tode am 29. Januar 2009  als Emeritus in Oslo. Er war Mitglied der Norwegischen Akademie der Wissenschaften. 1993 wurde er zum ordentlichen Mitglied der Academia Europaea gewählt.

## Werk
Refsdals Hauptinteresse galt seit 1963 dem Gravitationslinseneffekt, obwohl er auch einige wichtige Arbeiten zur Sternentwicklung publizierte. Er erkannte schon 1963, dass mit den gerade entdeckten Quasaren kosmische Lichtquellen zur Verfügung standen, die mit Galaxien als Linsen den Gravitationslinseneffekt beobachtbar und als Werkzeug der Astrophysik einsetzbar machten. Er sagte voraus, dass mit diesem Effekt Massen von Galaxien und das Alter des Universums bzw. die Hubblekonstante bestimmt werden können. Mit seiner Doktorandin Kyongae Chang entwickelte er das Konzept des Mikrogravitationslinseneffekts. Seit 1979 mit dem so genannten Doppelquasar der erste Gravitationslinseneffekt beobachtet wurde, hat sich die Theorie und Beobachtung dieses Effektes als wichtiges Teilgebiet und Standardwerkzeug der Astrophysik etabliert.

## Auszeichnungen
- 1994: Ehrendoktorwürde der Universität Lüttich, Belgien.[4]
- 2005: Verdienstmedaille des norwegischen Königs in Gold.[5]

Die erste mehrfach abgebildete Supernova bekam zu seinen Ehren den Spitznamen „SN Refsdal“.